# Cândida Pinto
Cândida Pinto (Torres Vedras, 1964), é uma jornalista portuguesa.
Trabalhou na SIC desde que esta estação televisiva surgiu, em 1992. Antes trabalhara na RTP e na TSF.
Foi na SIC que se afirmou como uma das melhores repórteres do país. Especializou-se em grandes reportagens e em reportagens de guerra, tendo coberto conflitos, como Guiné (1998), Kosovo (1999), Afeganistão (2001), Timor (2001) ou Líbia (2011), entre muitos outros.
Regressou à RTP em novembro de 2018, integrando a direção de informação do canal e deixando assim a SIC, onde esteve durante 26 anos (desde o início da estação). Desde 2024 é a correspondente da RTP em Washington, D.C..

## Prémios
- Prémio AMI - Jornalismo Contra a Indiferença
- Foi premiada em 2012, com o Prémio Arco-íris,[3] da Associação ILGA Portugal, pelo seu contributo com o episódio ‘Ivo e Hélder – o casamento’ da série comemorativa dos 20 anos da SIC, que coordenou.
- Prémio Gazeta de Televisão (2012), do Clube de Jornalistas, pela série de reportagens "Momentos de Mudança"
- Prémio de jornalismo Direitos Humanos & Integração, na categoria Meios Audiovisuais, (2013) atribuído pelo Gabinete para os Meios de Comunicação Social e pela Comissão Nacional da UNESCO.[4]
- Prémio Maria Barroso – Jornalismo ao Serviço da Paz e Desenvolvimento (2017).[5]
- Prémio Mário Mesquita (2022) atribuído pela Sociedade Portuguesa de Autores.[6]
- Prémio Prestígio (2023) atribuído pela Associação de Educação Física e Desportiva de Torres Vedras.[7]

Troféus de Televisão TV 7 Dias/Impala
| Ano  | Prémio                           | Resultado |
| ---- | -------------------------------- | --------- |
| 2021 | Informação - Jornalista/Repórter | Indicado  |

## Publicações
- Snu e a vida privada com Sá Carneiro, 2011